# Eurysthaea veniseta
Eurysthaea veniseta là một loài ruồi trong họ Tachinidae.